# Mazy
Mazy is een plaats en deelgemeente van de Belgische gemeente Gembloers. Mazy ligt in de provincie Namen aan de oevers van de Orneau. Tot 1 januari 1977 was het een zelfstandige gemeente.

## Demografische ontwikkeling
- Bronnen:NIS, Opm:1831 tot en met 1970=volkstellingen, 1976= inwoneraantal op 31 december

## Bezienswaardigheden
Aan de monding van het beekje Ligne in de Orneau ligt de historische kasteelhoeve van Falnuée, omgebouwd tot clubhuis van een golfterrein en restaurant.

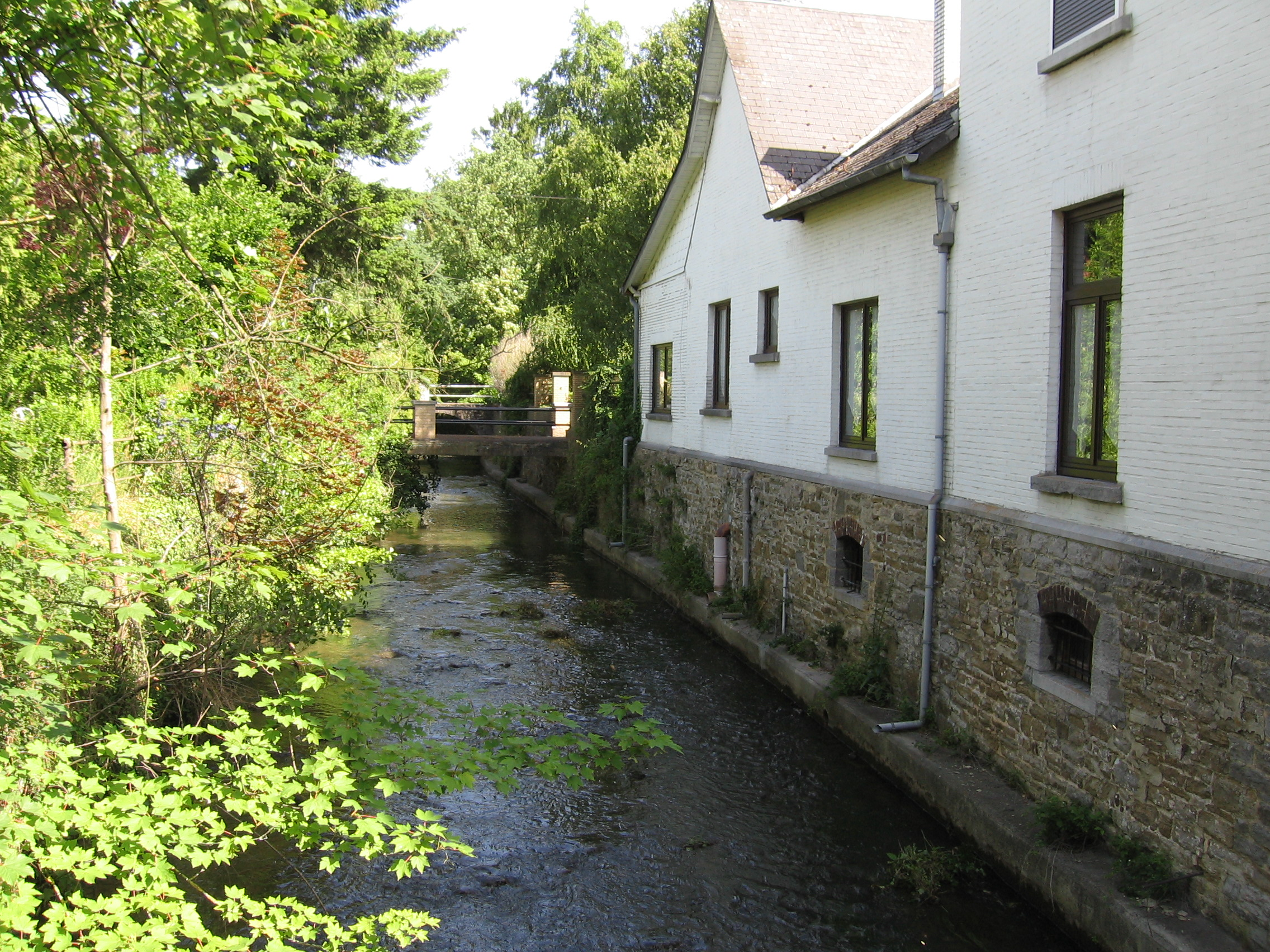
De Orneau in Mazy
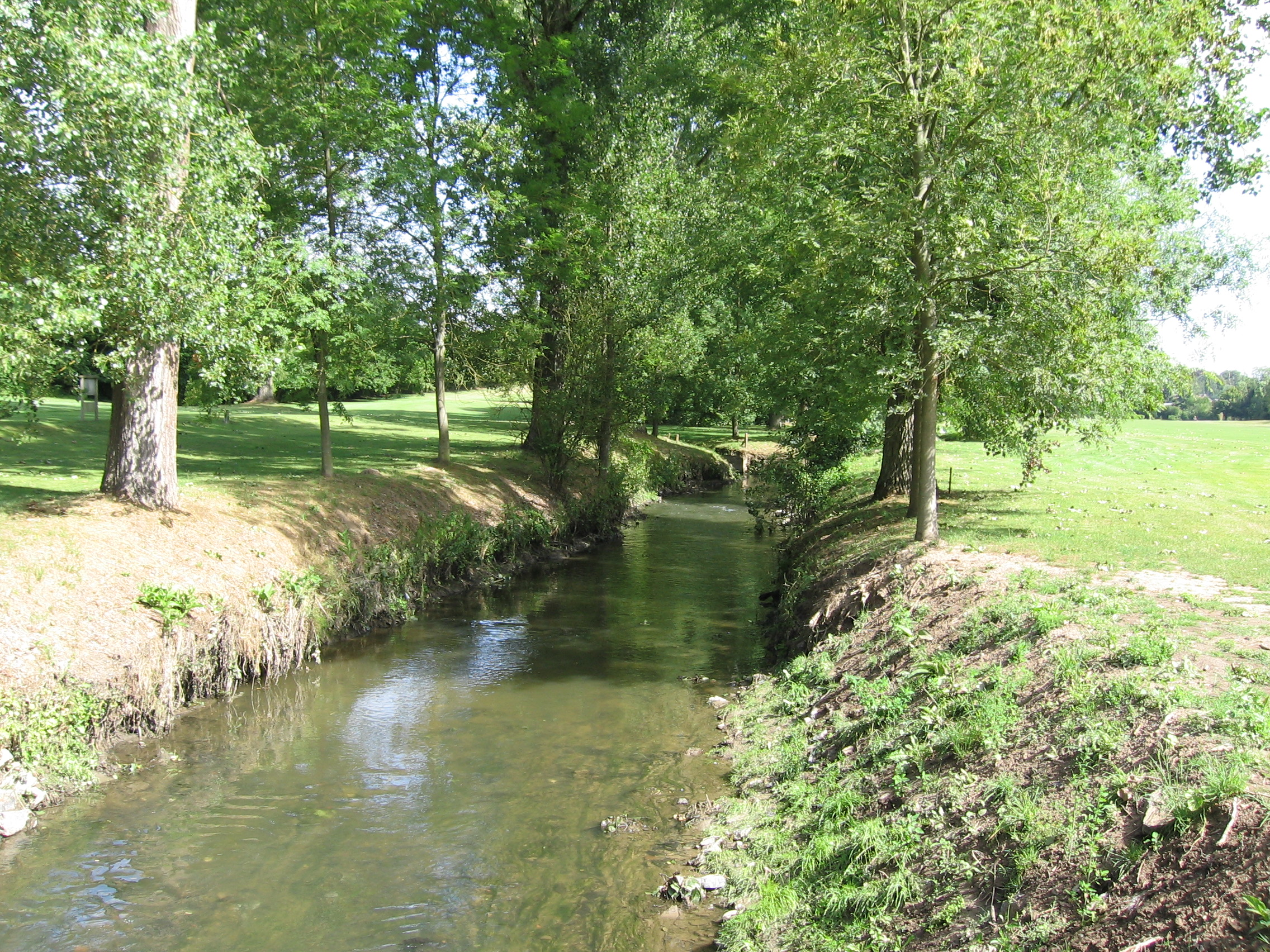
De Orneau ter hoogte van de kasteelhoeve van Falnuée
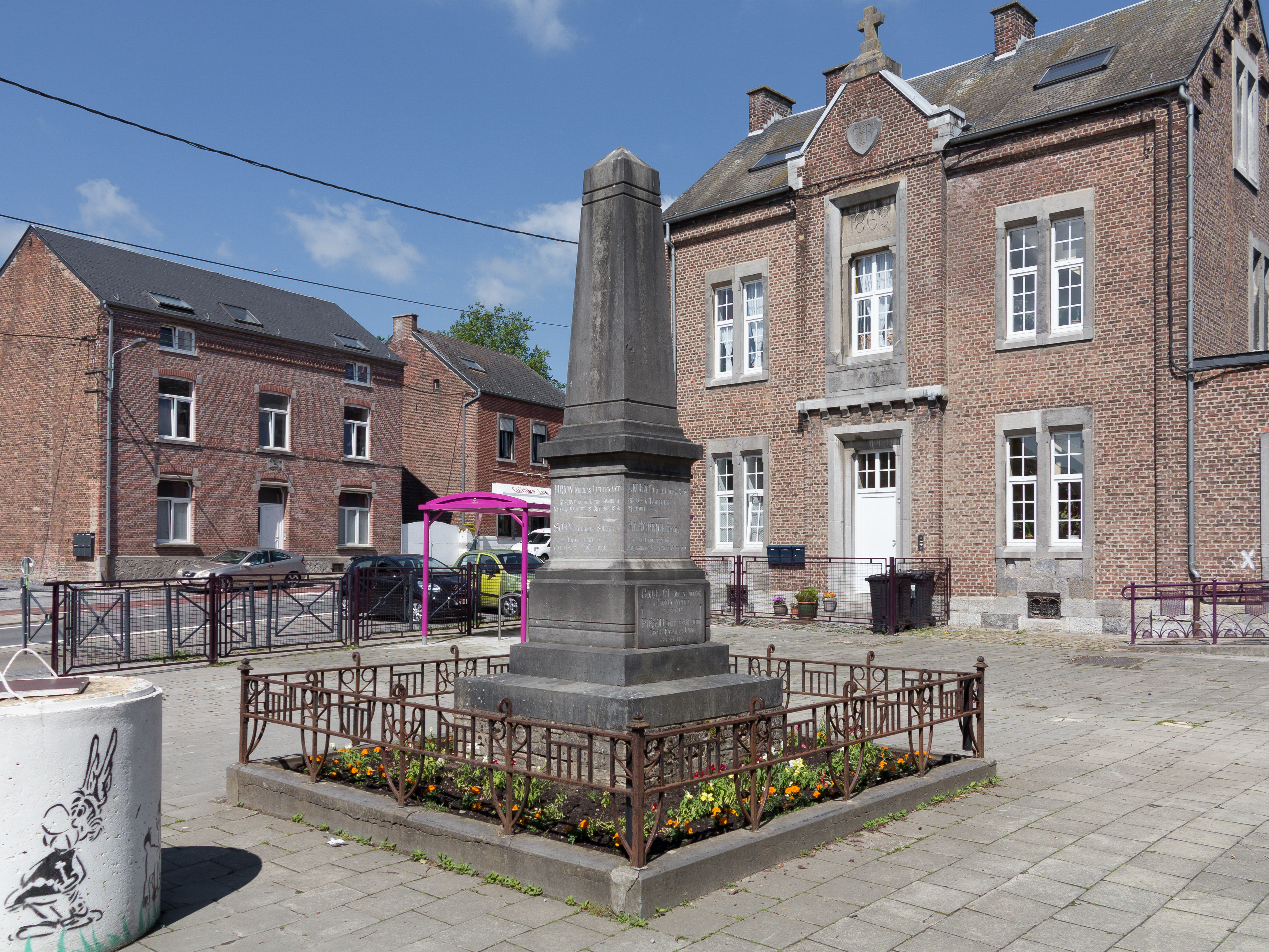
Oorlogsmonument in Mazy

Deelgemeenten: Beuzet · Bossière · Bothey · Corroy-le-Château · Ernage · Gembloers · Grand-Leez · Grand-Manil · Isnes · Lonzée · Mazy · Sauvenière

Overige plaatsen: Baudecet · Ferooz · Golzinne · Liroux · Petit-Leez · Vichenet

Belgische gemeenten · arrondissement Namen · provincie Namen · Wallonië